# سام ارل
سام ارل (انگلیسی: Sam Earl; ۱۰ فوریهٔ ۱۹۱۵ – 2000) بازیکن فوتبال اهل بریتانیا بود.
از باشگاه‌هایی که در آن بازی کرده‌است می‌توان به باشگاه فوتبال یورک سیتی، باشگاه فوتبال هارتل پول یونایتد، باشگاه فوتبال استوک‌پورت کانتی، باشگاه فوتبال بری، باشگاه فوتبال روچدیل، و باشگاه فوتبال نورتویچ ویکتوریا اشاره کرد.